# Датска народна партия
Датската народна партия (на датски: Dansk Folkeparti) е дясна националноконсервативна политическа партия в Дания.

## История
Тя е основана на 6. октомври 1995 година, когато се отделя от Партията на прогреса. Първият председател става Пиа Кьерсгорд. След 2001 година подкрепя дясноцентристкото правителство на Андерс Фог Расмусен (последван от Ларс Льоке Расмусен) без да участва в него. На изборите през 2011 година за пръв път от своето основаване партията получава по-слаб резултат от предходните избори, което, съчетано със загубите на други десни партии, я оставя в опозиция. През 2015 година получава 21% от гласовете и 37 депутатски места, като е втора партия в страната, и отново подкрепя правителството на Ларс Льоке Расмусен. На парламентарните избори през 2019 г. претърпява неуспех, като получава само 16 депутатски места във Фолкетингет.
През 2013 г. партията има 12 064 членове.

## Видни членове
- Пиа Кьерсгорд (р. 1947 г. в Копенхаген), основател и председател 1995 – 2012 г., член на датския парламент от 1984 г.
- Кристиан Тулесен Дал (р. 1969 г. в Бредструп [до Хорсенс]), основател и председател от 2012 г., член на датския парламент от 1994 г.
- Мортен Месершмит (р. 1980 г. във Фредериксунд Столична област на Дания]), подпредседател, член на датския парламент 2005 г. – 2009 г., член на Европейския парламент от 2005 г., член на Парламентарна асамблея на Съвета на Европа от 2005 г. до 2014 г.
- Сьорен Есперсен (р. 1954 г. в Свенструп (Северна Ютландия]), член на датския парламент от 2005 г.
- Марие Краруп (р. 1965 г. в Сем [до Есбьерг]), член на датския парламент 2011 г. до 2023 г.
- Петер Скоруп (р. 1964 г. в Орхус), подпредседател от 1998 г. до 2012 г., член на датския парламент от 1998 г., член на Парламентарната асамблея на НАТО